# Dana Claire Simpson

Dana Claire Simpson, 2016

Dana Claire Lisa Simpson (* 23. April 1977 in Pullman, Washington als David Craig Simpson) ist eine US-amerikanische Comiczeichnerin. 
Simpson hat ihre Werke zu unterschiedlichen Zeiten unter verschiedenen Varianten ihres Namens veröffentlicht: unter ihrem männlichen Geburtsnamen David [Craig] Simpson, unter ihrem heutigen, weiblichen Namen Dana [Claire] Simpson und unter der Kurzform D. C. Simpson.
Von Anfang 1998 bis Dezember 2008 veröffentlichte Simpson den von ihr im selben Zeitraum kreierten Webcomic Ozy and Millie. Wesentliches Handlungselement des oft absurd oder surreal anmutenden Comicstrips stellen die Schwierigkeiten junger Schüler dar, die nicht der gesellschaftlichen Norm entsprechen.
Von Januar 2004 bis Juni 2008 veröffentlichte Simpson unter dem Titel I Drew This einen zweiten, rein politisch orientierten Comicstrip, in dem sie unter anderem heftige Kritik an der damaligen amerikanischen Regierung unter George W. Bush übte. Auf einen am 16. Mai 2005 veröffentlichten I-Drew-This-Strip geht das Konzept des Intelligent Fallings zurück, welches eine satirische Antwort auf das vor allem von amerikanischen Christen vertretene Konzept des Intelligent Designs darstellt.
Seit dem 22. April 2012 zeichnet Simpson den täglich erscheinenden Webcomic Fibi und ihr Einhorn. Die Hauptfiguren dieses Comics sind ein etwa 10-jähriges Mädchen und ein Einhorn.